# Cáp đồng trục

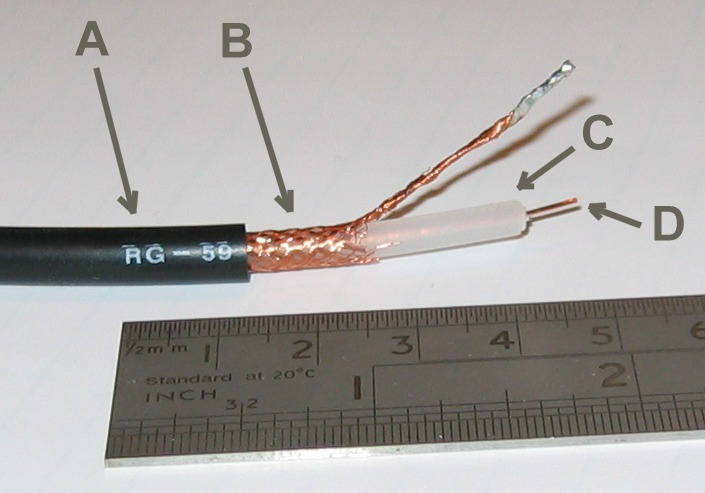
Cáp đồng trục RG-59 gồm 4 lớp:A: vỏ nhựa bọc bên ngoài
B: lớp vỏ bện kim loại
C: chất cách điện
D: lõi đồng

Cáp đồng trục (Coaxial) là loại cáp điện với một lõi dẫn điện được bọc lại bởi một lớp điện môi không dẫn điện, chung quanh quấn thêm một lớp bện kim loại, ngoài cùng lại có vỏ bọc cách điện. Từ đồng trục đến từ việc tất cả các lớp cáp đều dùng chung một trục hình học. Cáp đồng trục được nhà toán học và kỹ sư người Anh Oliver Heaviside phát minh, bằng sáng chế được cấp năm 1880.
Cáp đồng trục thường dùng làm đường truyền cho tín hiệu vô tuyến. Ứng dụng của nó bao gồm các đường cấp giữa thiết bị thu phát sóng vô tuyến và ăng ten của chúng, các kết nối mạng máy tính, và làm cáp truyền hình. Một ưu điểm của cáp đồng trục là tín hiệu số truyền trên cáp chỉ tồn tại bên trong lõi cáp. Nhờ đó người ta có thể lắp cáp bên cạnh các vật liệu kim loại mà không sợ thất thoát năng lượng thường xảy ra với các loại cáp cũ hơn. Tín hiệu trong cáp đồng trục cũng không bị gây nhiễu từ các nguồn bên ngoài.
Cáp đồng trục theo lý thuyết có độ suy hao 200m nhưng trong thực tế là 50m.
Một số loại cáp đồng trục: Cáp RC-8 và RCA-11, 50 Ohm dùng cho mạng Ethernet; Cáp RC-58, 50 Ohm dùng cho mạng Thin Ethernet; Cáp RG-59, 75 Ohm dùng cho truyền hình cáp; Cáp RC-62, 93 Ohm dùng cho mạng ARCnet;...

## Các thông số quan trọng
Cáp đồng trục là một loại dây truyền dẫn, các mẫu cáp được thiết kế cho từng yêu cầu truyền thông cụ thể.

Sơ đồ các thành phần điện tử của một đường truyền.

Sơ đồ đường truyền sử dụng cáp đồng trục, cáp đồng trục ký hiệu.